# Uma Devi Badi
Uma Devi Badi   (Thapagaun, 1965) és una defensora de drets humans nepalesos que lidera el moviment conegut com a "Moviment Badi". Lluita pel reconeixement dels drets de la seva casta, inclòs la fi de la intocabilitat, la prostitució i la propietat de la terra. El 2017, va ser escollida membre de l'Assemblea Provincial de la província de Sudurpaschim a Nepal.

## Trajectòria
Va néixer el 1965 a Thapagaun, en el districte de Salyan de Nepal. Des de edat primerenca, va començar la seva vida com a prostituta, única professió possible per a les dones de la casta Badi en aquell moment. Amb 21 anys, es va casar amb Prem Bhatta, que pertanyia a la casta Brahmin. Aquest matrimoni entre castes va ser motiu d'escàndol, ja que la casta Badi és considerada una de les més baixes de Nepal i tractada com a intocable. Badi no va tenir descendència, però es va criar dos fills de la seva germana.
Devi no es va conformar amb les expectatives de la societat per a les dones de la seva casta; va escapar de la prostitució per treballar i oferir a la seva comunitat millors oportunitats de futur. Amb 40 anys i el suport de l'organització ActionAid International, es va convertir en la directora de l'organització local Community Support Group i va establir un alberg per 25 nens i nenes de la casta de Badi en una propietat llogada en a Tikapur, a l'Oest de Nepal. Allí se'ls dona allotjament, assisteixen a l'escola local i se'ls ofereix un suport addicional després de l'escola amb la seva alfabetització i coneixements d'aritmètica. L'èxit d'aquesta iniciativa ha conduït al desenvolupament d'un altre projecte encara més ambiciós, en construcció actualment, per allotjar a més de 100 infants en el futur.
En 2007, dos anys després d'instal·lar l'alberg, va liderar un moviment de protesta de 48 dies pels drets de la comunitat de Badi, la qual cosa es va conèixer com el "Moviment Badi". Durant aquest període, Devi va arribar a dirigir a uns 500 activistes de 23 districtes de Badi des dels seus petits pobles d'origen fins a Singha Durbar a Kàtmandu. A la seva arribada, van organitzar protestes pacífiques enfront de l'oficina del primer ministre i el Temple Pashupatinath. Les seves demandes reclamaven al govern promulgar l'Ordre de la Cort Suprema de 2005 per millorar les condicions de vida de la comunitat de Badi, amb una llista de 26 punts dels temes que s'havien de tractar.
Les seves demandes eren la fi de la prostitució i la intocabilitat, el refugi permanent per a una comunitat nòmada, el registre dels naixements i la ciutadania dels fills a partir del nom de la mare. Al no ser ateses les seves demandes, Devi va intensificar la protesta traient-se part de la seva roba i penjant-la de la porta de la seu del govern mentre cantava consignes. Altres dones de la manifestació van seguir el seu exemple i això va atreure l'atenció dels mitjans de comunicació, per la qual cosa la protesta va aconseguir cobertura internacional i va obligar al govern a actuar. El 10 de setembre de 2007, el govern va acordar una reunió de treball amb Devi per introduir un programa residencial públic en la comunitat de Badi.
Reconeixement el seu activisme, va ser inclosa com una de les 100 Dones de la BBC durant 2018.

## Eleccions de 2017
En 2017, Devi va ser triada membre de l'Assemblea Nacional de la Província Núm. 7, en el nord de Nepal. Un esdeveniment històric, ja que es va convertir en el primer representant oficial electe de la comunitat Badi. Es va postular per al govern amb la finalitat d'accelerar els canvis proposats en 2007 des de dins, ja que els esforços del govern nepalès per millorar les condicions de vida, educació i les oportunitats de la comunitat de Badi han estat molt lents.